# Liber Endre
Liber Endre (Budapest, 1878. augusztus 15. – Budapest, 1936. szeptember 26.) köztisztviselő, Budapest alpolgármestere, művészeti szakíró.

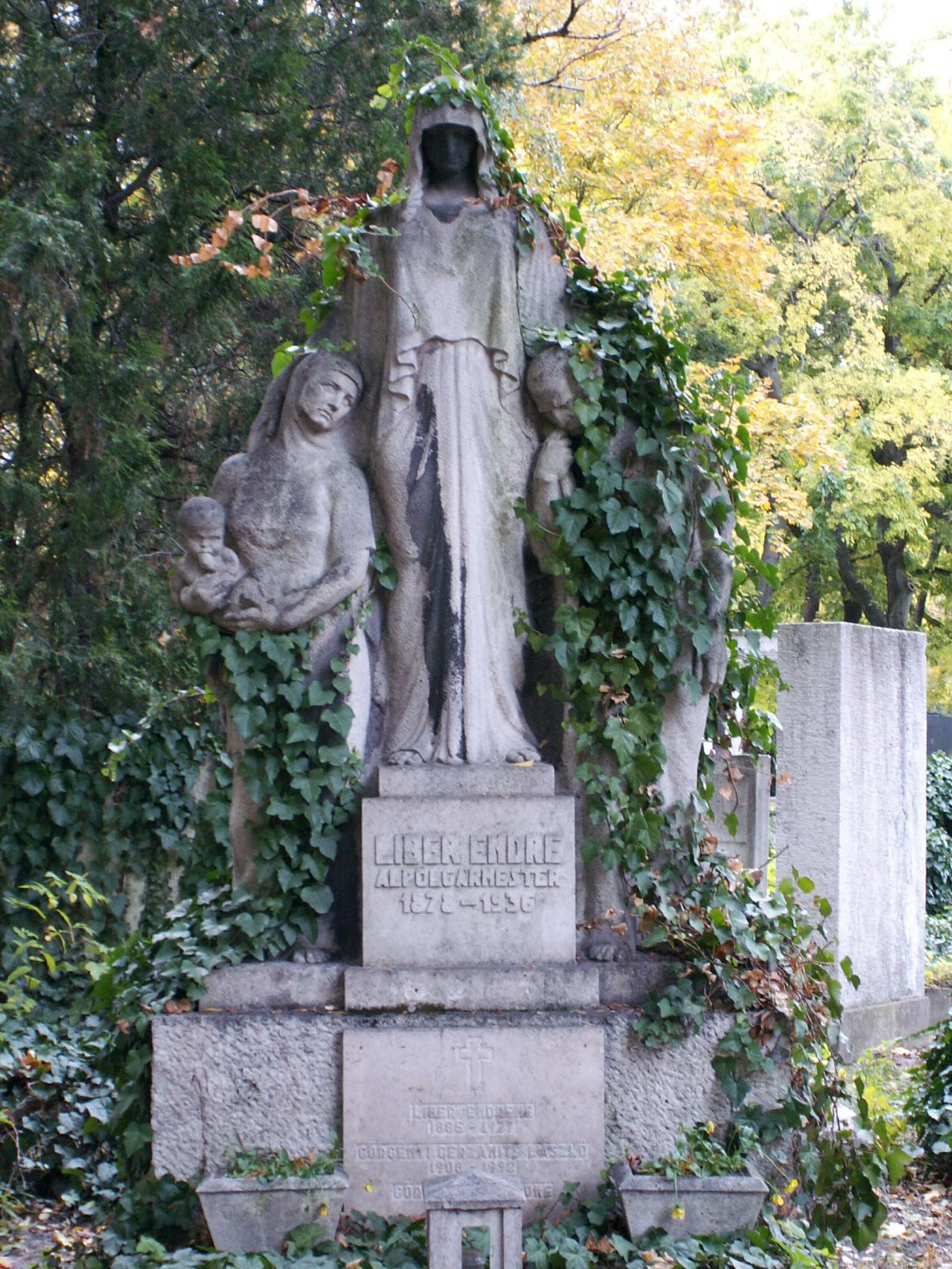
Sírja a Fiumei úti sírkertben (34-1-26). Alkotó: Pásztor János, 1937.

## Élete
Jogi tanulmányokat folytatott. Ezeket követően lépett Budapest szolgálatába 1896-ban. 1916-tól a szociálpolitikai és közművelési ügyosztály vezetője volt. 1919 után ő irányította a nyomorenyhítő akciót, őt nevezték ki a menekültek kormánybiztosává. Később a főváros lakásépítési ügyeit is intézte. 1931-ben alpolgármester lett. Hosszú ideig szerkesztette a Fővárosi Közlönyt, de önálló könyvei is megjelentek.
Azon intézmények közül, amelyeket a főváros szolgálatában alkotott, e helyütt csak a művészeti vonatkozásúakra szorítkozva, megemlíthető az új Fővárosi Könyvtár, amely fiókkönyvtáraival a legmodernebbül berendezett és legnagyobb forgalmú magyar könyvtár volt a maga idejében. Nevéhez fűződnek a főváros iskolán kívüli népművelési intézményei, amelyeknek előadás sorozataiban nagy szerepe volt a művészeti oktatásnak, és végül a képzőművészeti vásárlások céltudatos irányításával lehetővé tette 1933-ban a Fővárosi Képtár megnyitását.
A főváros közterein álló szobrok száma alatta lényegesen gyarapodott és ő kezdeményezte a parkokat díszítő kisebb szobrok sorozatos felállítását. A főváros egyesítésének 60. évfordulója alkalmából előadásban ismertette a főváros 60 éves múltját; tanulmányt írt Budapest festőművészetéről és 1934-ben jelent meg hatalmas monográfiája Budapest szobrai és emléktáblái címen, amelyben Cserhalmi Jenő és dr. Pacher Béla voltak munkatársai. Ez a mű részletesen tárgyalja Budapest nyilvános szobrainak történetét, majd időrendi sorrendben tárgyalás alá veszi mindegyiküket 1702–1933-ig. Számtalan ismeretlen és elfeledett adat, okmány kerül ezúton nyilvánosságra, amelyek a magyar szobrászat történetének nélkülözhetetlen forrásai lettek.
1936-ban hunyt el 58 éves korában. Több hónap óta tartó szívbetegsége újult ki, ezért a Szent János Kórházba szállították. Szeptember 26-án reggel 10 órakor váratlanul megállt a szíve. A gyászistentiszteletet a Belvárosi plébániatemplomban Bednárz Róbert fővárosi bizottsági tag, pápai prelátus apátplébános tartotta. A Fiumei úti sírkertben temették el. A főváros részéről Szendy Károly búcsúztatta.

### A főváros kislakásépítési programja
Irányításával zajlott az 1920-as évek második felében a főváros kislakásépítési programja. Ennek keretében 1926 és 1929 között, 4 év alatt összesen 57 lakóépület épült fel, bennük összesen 887 lakással, illetve 1335 szobával. Liber 1930-ban Középítkezések Budapesten 1920–1930 címmel könyvben számolt be részletesen a programról.

## Írásai

### Saját könyvei
- A főváros küldöttségének amerikai útja: naplószerű feljegyzések, Budapest, 1928
- Szociálpolitikai tapasztalataim Olaszországban, Budapest, 1930
- Középítkezések Budapesten 1920–1930, Budapest, 1930
- A hatvanéves Budapest művészete, Budapest, 1934
- Budapest szobrai és emléktáblái, Budapest, 1934[15]
- Budapest fürdői, Budapest, 1936
- Budapest-fürdőváros kialakulása, különös tekintettel a székesfőváros községi fürdőpolitikájára, Budapest, 1936

### Munkatársa
- Prohászka Ottokár emlékalbum, Budapest, 1927[16]
- A nagy vihar hajótöröttei. Hivatalos feljegyzések, tanulmányok és más irások a háboru és a pusztitó béke idejéről, Budapest, 1927[17]
- Újságrajzoló művészek könyve, Budapest, 1930[18]
- Amíg városatya lettem... A főváros főtisztviselőinek és a törvényhatósági bizottság tagjainak önéletrajzgyüjteménye fényképekkel, Budapest, 1931[19]
- A Budapesti Piarista Diákszövetség kilencedik esztendeje, Budapest, 1930[20]
- Uj Idők lexikona, Budapest, 1936–1942[21]
- Nyitott könyv. Az egészség és a család védelmére, Budapest, 1939[22]

### Bevezetést írt
- (szerk.) Venczell Geyza, Medriczky Andor: Budapest székesfővárosi szociálpolitikai, közjótékonysági és közművelődési közigazgatásának kézikönyve, Budapest, 1930[23]

### Előszót írt
- Budapest székesfőváros lakásbérleti szabályrendelete: 265/1936. kgy. sz. (magyarázta: Sömjén László, vitéz Horváth László), Budapest, 1936.[24]

## Egyéb irodalom
- Liber Endre In: Amíg városatya lettem... A főváros főtisztviselőinek és a törvényhatósági bizottság tagjainak önéletrajzgyüjteménye fényképekkel, Budapest, 1931
- Gallina Frigyes: Budapest székesfőváros 1925—1926. évi kislakásos építkezései In: Magyar Építőművészet, 1927 (27. évfolyam, 1-12. szám)